# José Babini
José Babini, né à Buenos Aires le 10 mai de 1897 et mort le 18 mai 1984 (à 87 ans) dans la même ville, était un ingénieur, mathématicien, traducteur et pionnier de l'histoire des sciences en Argentine.

## Biographie
José Babini est né fils unique d'Aristide Babini et Teresa Cortesi, des immigrés italiens arrivés en 1890. En dépit de la précaire situation financière dans une maison qui servait comme atelier à l'entreprise familiale de fabrication de chapeaux, ils ont permis à José de faire des études secondaires. Quant à la suite, ce serait grâce au fait qu'une société d'ingénieurs et constructeurs ont repéré José que celui-ci a pu se permettre de payer ses études et de graduer en tant qu'ingénieur à l'Université de Buenos Aires.
En 1918 il suivra une formation pour devenir enseignant de mathématiques, voie qu'il suivra pendant le reste de sa vie en dépit de ses études d'ingénieur. En 1920 il épouse Rosa Diner, étudiante d'histoire récemment diplômée. En 1917 il fera la rencontre du mathématicien espagnol Julio Rey Pastor, à la suite de quoi il prendra à sa charge la rédaction et édition des notes de ses conférences  sur la théorie des fonctions de variable complexe.
Babini obtient un poste d'enseignant à la Faculté de Chimie Industrielle et Agricole de l'Université Nationale du Littoral, à Santa Fe, institution de laquelle il deviendra par la suite doyen. Son activité en tant que professeur s'est caractérisée par l'adoption de méthodes pédagogiques innovantes, en insistant dans l'emploi de méthodes numériques et graphiques, à tel point qu'il deviendra un des plus grands experts en mathématique numérique de l'Argentine. 
Avec Rey Pastor, il fonde l'Union Mathématique Argentine (UMA) en 1936, organisation qui commence alors à éditer une revue et, en 1968, le nommera premier membre honoraire.
En 1938, Babini accueillit à l'Université del Litoral l'Italien Aldo Mieli, historien des sciences ayant fui l'Italie puis la France en raison de son statut de juif, homosexuel et ancien militant socialiste. Miéli était le créateur de l'Académie Internationale d'Histoire des Sciences et le fondateur de la revue Archeion, référence en histoire des sciences. Babini et Mieli ont créé grâce à Rey Pastor un Institut d'Histoire et Philosophie de la Science de l'Université du Littoral. Celui-ci sera actif jusqu'en juillet de 1943, lors de l'intervention gouvernementale de l'Université. Leur projet était d'établir l'histoire des sciences comme une discipline autonome et qui dépasserait la collection d'histoires disciplinaires et biographies de scientifiques.
En 1949, Babini publie le premier livre histoire de la science en Argentine (en espagnol, Historia de la ciencia Argentina), premier d'une liste de 185 ouvrages, dont 25 livres.  On peut distinguer ses œuvres approximativement au début en historien des mathématiques, puis une période d'étude des sciences argentines pour finalement  se consolider en historien général des sciences. Dans cette troisième étape, on peut souligner les ouvrages série Histoire des sciences (Historia de la Ciencia), long ouvrage encyclopédique entrepris par Aldo Mieli dans lequel Babini collabore puis prend en main après la mort de Mieli en 1950.  Babini continuera aussi de publier autant sur Archeion que sur la revue Physis, en continuant et valorisant les apports de Mieli.
En 1955, Babini revient à Buenos Aires pour devenir "doyen interventeur" de la faculté de Sciences Exactes et Naturelles de l'Université Nationale. En 1957, il a été nommé organisateur et recteur intérimaire de l'Université Nationale du Nord-est puis, en 1958, directeur de Culture du gouvernement de Arturo Frondizi. Il deviendra à ce moment membre du Conseil National de Recherches Scientifiques et Techniques (CONICET) et est élu premier président de l'Éditorial Universitaire de Buenos Aires (EUDEBA).
Entre 1948 et 1965, on constate moins de publications originales au profit de très nombreuses traductions dans plusieurs langues d'auteurs tels que Ernst Mach, Louis de Broglie, Gaston Bachelard, George Sarton, Ludovico Geymonat ou Adam Sedgwick.

## Héritage
- Babini reçut le Grand Prix d'Honneur de la Société Argentine d'Écrivains (SADE).
- En juin 2004, la chambre des députés argentine baptise le site de la Commission de Science et Technologie Profesor José Babini[5].

- Une partie de la bibliothèque de Babini se trouve dans la Société Scientifique Argentine sous la direction de son fils, Nicolás Babini. Le reste se trouve dans le Département de Recherche de l'Université de Saint-Martin.

- Le Centre d'Études d'Histoire des Techniques José Babini (CEJB)  de l'École d'Humanités de l'UNSAM existe depuis juillet 2002, à partir de la donation des 9000 volumes et du fonds documentaire constitué de la bibliothèque et des archives de José Babini. Les propos de sa création ont été de promouvoir, consolider et faire connaitre l'histoire des sciences et techniques en Argentine et Amérique latine. Depuis sa création, le CEJB a pris charge de l'édition de la revue semestrielle Savoir et Temps, première revue argentine d'histoire des sciences, qui s'édite depuis 1996.
- Babini est le président du groupe national argentin de l'Académie Internationale d'Histoire des sciences jusqu'à sa mort, à 87 ans.